# Европейская жандармерия
Европейская жандармерия играет роль военной полиции (жандармерии), чья задача не допустить кризисных ситуаций на территории государств Европейского союза.
Статус данной организации регулирует Фельзенский договор, от 18 октября 2007 года. Штаб-квартира размещается в итальянском городе Виченца.

## Участники
| Государство | Представители            | Число офицеров в составе Европейской жандармерии |
| ----------- | ------------------------ | ------------------------------------------------ |
| Франция     | Национальная жандармерия | около 500 человек.                               |
| Италия      | Корпус карабинеров       | около 500 человек.                               |
| Нидерланды  | Королевские конные егеря | около 500 человек.                               |
| Польша      | Военная жандармерия      | около 500 человек.                               |
| Португалия  | Республиканская гвардия  | около 500 человек.                               |
| Испания     | Гражданская гвардия      | около 500 человек.                               |
| Румыния     | Жандармерия              | около 500 человек.                               |

Государства-участники (по состоянию на 2018 год).

На осень 2020 года статус наблюдателя имеет Турецкая жандармерия.

## Партнёры
Так как не каждая страна Евросоюза обладает собственной военной полицией (жандармерией), приходится применять партнёрские взаимоотношения с похожими организациями из состава МВД этих государств.
| Государство | Представители                              |
| ----------- | ------------------------------------------ |
| Германия    | Федеральная полиция (основана в 2005 году) |
| Литва       | Служба общественной безопасности           |

## История
Идея создания общеевропейской жандармерии берёт своё начало 23 января 2006 года, когда прошли первые совместные манёвры в окрестностях итальянского городка Виченца.

### Совместные миссии
В декабре 2009 года подразделения европейских жандармов вошли в состав Международных стабилизационных сил на территории Республики Афганистан.
В 2010 году жандармы из Европы принимали непосредственное участие в гуманитарных миссиях на острове Гаити.

### Руководство
| Nr. | Звание            | Имя                          | Государство | Начало полномочий | Конец полномочий | Примечания             |
| --- | ----------------- | ---------------------------- | ----------- | ----------------- | ---------------- | ---------------------- |
| 1   | бригадный генерал | Жерар Деана                  | Франция     | 25 января 2005    | 26 июня 2007     | организационный период |
| 2   | полковник         | Джованни Трульо              | Италия      | 26 июня 2007      | 25 июня 2009     |                        |
| 3   | полковник         | Жорже Эстевес                | Португалия  | 25 июня 2009      | 28 июня 2011     |                        |
| 4   | полковник         | Корнелиус Кюйс               | Нидерланды  | 28 июня 2011      | 28 июня 2013     |                        |
| 5   | полковник         | Франсиско Эстебан Перес      | Испания     | 28 июня 2013      | 26 июня 2015     |                        |
| 6   | бригадный генерал | Филипп Рио                   | Франция     | 26 июня 2015      | 27 июня 2017     |                        |
| 7   | полковник         | Люциан Гаврила               | Румыния     | 27 июня 2017      | 27 июнь 2019     |                        |
| 8   | полковник         | Джузеппе Дзироне             | Италия      | 28 июня 2019      | 24 июня 2021     |                        |
| 9   | полковник         | Паулу Жорже Маседу Гонсалвеш | Португалия  | 25 июня 2021      | 27 июня 2023     |                        |
| 10  | полковник         | Ханс Вруг                    | Нидерланды  | 28 июня 2023      | настоящее время  |                        |

Традиционно срок полномочий руководителя Европейской жандармерии составляет два года.